# Episodi di We Baby Bears - Siamo solo baby orsi (seconda stagione)
La seconda stagione di We Baby Bears - Siamo solo baby orsi viene trasmessa negli Stati Uniti, da Cartoon Network, dal 17 giugno 2023.
In Italia è arrivata nel 2024.
| n° | Titolo originale      | Titolo italiano | Prima TV USA   | Prima TV Italia |
| -- | --------------------- | --------------- | -------------- | --------------- |
| 1  | The Big Wish          |                 | 17 giugno 2023 |                 |
| 2  | The Big Wish          |                 | 17 giugno 2023 |                 |
| 3  | Polly's New Crew      |                 | 17 giugno 2023 |                 |
| 4  | Bug City Frame Up     |                 | 24 giugno 2023 |                 |
| 5  | Bug City Frame Up     |                 | 24 giugno 2023 |                 |
| 6  | The Great Veggie War  |                 | 1º luglio 2023 |                 |
| 7  | The Great Veggie War  |                 | 1º luglio 2023 |                 |
| 8  | Unica's House         |                 | 26 agosto 2023 |                 |
| 9  | Rexford's Nectar      |                 | 26 agosto 2023 |                 |
| 10 | Grizz's Doc           |                 | 26 agosto 2023 |                 |
| 11 | Triple T Tiger Lilies |                 | 26 agosto 2023 |                 |
| 12 | After Bedtime         |                 | 26 agosto 2023 |                 |
| 13 | The Parade            |                 | 26 agosto 2023 |                 |
| 14 | The Big Bloom         |                 | 26 agosto 2023 |                 |
| 15 | The Big Bloom         |                 | 26 agosto 2023 |                 |